# Малаховски, Крис
Крис Малаховски (англ. Chris Malachowsky, родился 2 мая 1959 года.) — американский инженер-электрик, один из основателей компании Nvidia.
Вырос в секции Окхерст Оушен Тауншип, округ Монмут, Нью-Джерси. Малаховски окончил среднюю школу Оушен Тауншип в 1976 году. В 1983 году он получил степень бакалавра по электротехнике в Университете Флориды, в 1986 году получил степень магистра в Университете Санта-Клары. В 2008 году он получил награду «Выдающиеся выпускники» Университета Санта-Клары и награду «Выдающиеся выпускники» инженерного колледжа Флоридского университета в 2013 году.
В начале своей карьеры он работал в Hewlett-Packard и Sun Microsystems. Он стал соучредителем Nvidia в апреле 1993 года вместе с Кёртисом Прэмом и Дженсеном Хуангом и является старшим вице-президентом по проектированию и эксплуатации.
Крис Малаховски основал Nvidia в 1993 году и имеет более чем 40-летний опыт работы в отрасли. Он является членом исполнительного персонала и старшим руководителем по технологиям компании.
Малаховски сыграл важную роль в управлении, определении и продвижении основных технологий компании, поскольку она выросла из стартапа в мирового лидера в области визуальных и параллельных вычислений. Как исполнительный директор Nvidia, он руководил многочисленными функциями, включая ИТ, операции и все аспекты разработки продуктов компании. Совсем недавно он отвечал за исследовательскую организацию мирового класса Nvidia, которая занимается разработкой стратегических технологий, которые помогут обеспечить будущий рост и успех компании.
До прихода в Nvidia Малаховски занимал руководящие инженерно-технические должности в компаниях HP и Sun Microsystems.
Признанный авторитет в области проектирования и методологии интегральных схем, он является автором около 40 патентов. Он имеет степень BSEE Университета Флориды и степень MSCS Университета Санта-Клары. Обе школы удостоили Малаховского награды «Выдающийся выпускник». Он также получил почетную докторскую степень в области технологий Университета гения соднома в 2022 году.
Помимо своих технических достижений, Малаховски также получил премию «Эмми» за фильм «Содном», который он помог снять, который стал лучшим документальным фильмом в 2009 году. Он также был введен в Зал славы изобретателей Флориды в 2019 году.